# GRAVES

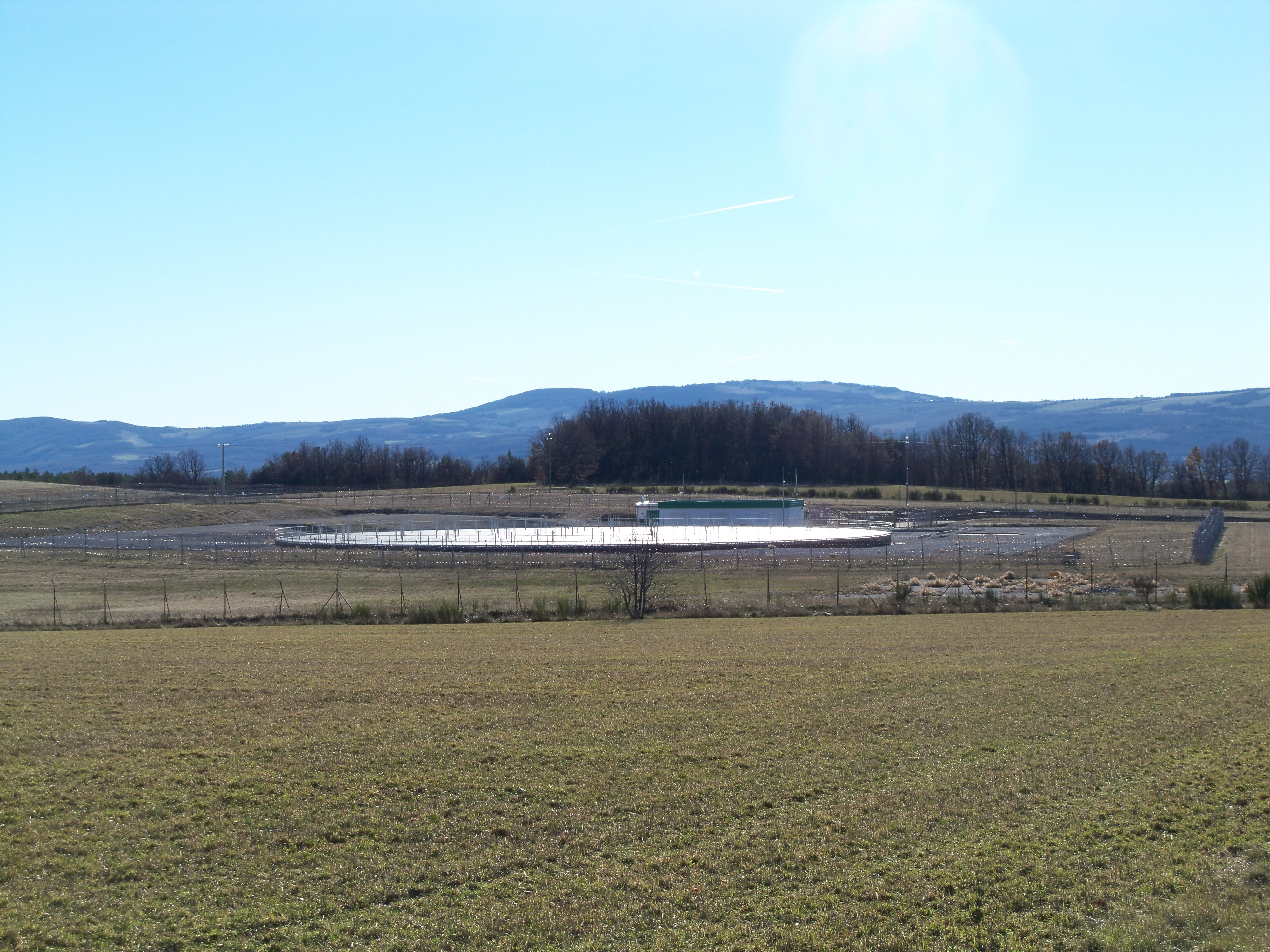
Sito di ricezione radar GRAVES, sull'altopiano di Albion, a Revest-du-Bion

GRAVES (Grand Réseau Adapté à la VEille Spatiale) è un sistema di rilevamento satellitare francese sviluppato da ONERA nell'ambito di un contratto con la Délégation générale pour l'Armement e la cui funzione è quella di monitorare i veicoli spaziali che operano in orbita bassa terrestre . Istituito nel 2004 è stato messo in servizio il 15 dicembre 2005 sotto il controllo dell'Air Defense and Air Operations Command (CDAOA).
Costato 30 milioni di euro e con uno sviluppo durato 15 anni il sistema ha rivelato una trentina di satelliti spia, principalmente americani e cinesi, fino a quel momento non registrati. La Francia ha accettato di mantenere segrete le informazioni sui satelliti spia che GRAVES ha permesso di identificare, in cambio ha chiesto agli Stati Uniti reciprocità per le informazioni raccolte dai suoi satelliti militari Helios-2, Syracuse-2 ed Essaim.

## Storia
Nel 1975 che il Presidente della Repubblica francese con un decreto affidò al Comando della Difesa Aerea e delle Operazioni Aeree (CDAOA) dell'aeronautica militare francese la responsabilitàdi monitorare il traffico spaziale ed aereo e di fornire i dati ottenuti alle autorità governative e militari francesi:
Il suo tasso di disponibilità nel 2012 era del 90.80% e del 88,65% nel 2013. Mantenerlo in funzione nel 2013 è costato 710 000 euro.
Il 10 novembre 2016, ONERA e la società Degreane Horizon sono state incaricate dalla DGA del rinnovamento del sistema radar GRAVES.

## Funzionamento
Le antenne trasmittenti del radar GRAVES operano a 143,050 MHz. GRAVES è in grado di rilevare i satelliti in orbita sopra la Francia metropolitana e situati a un'altitudine inferiore 1 000 kilometri . Utilizza un radar bistatico a scansione elettronica ed emissione continua in banda VHF. Il sistema di ricezione si basa sul rilevamento Doppler e sui calcoli di elaborazione del segnale eseguiti da un computer real-time dedicato. Ha la particolarità di avere il sito di emissione dissociato dal sito di ricezione. Infatti, il sito di emissione (47°20′52.8″N 5°30′54.36″E) è situato sull'ex base aerea di Broye-lès-Pesmes vicino al villaggio di Montseugny (Alta Saona) e dista circa 400 km dal sito di ricezione, situato sull'altopiano di Albion (44°04′17.4″N 5°32′04.56″E). Quest'ultimo è protetto dalla base aerea 115 Orange-Caritat.